# 拉德內沃市鎮

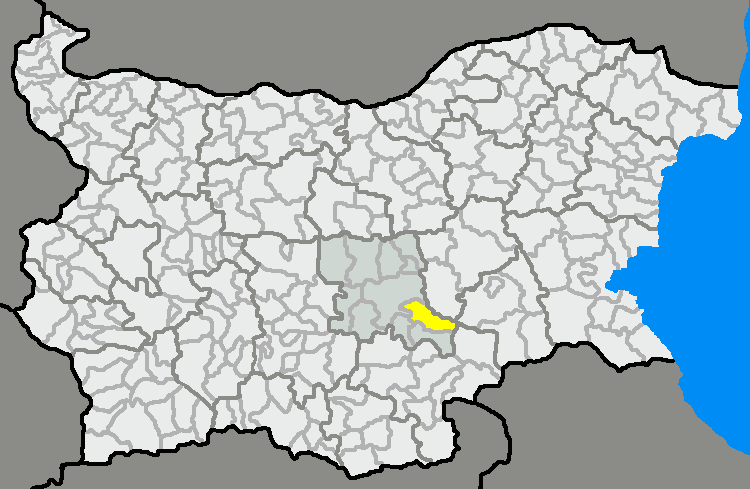

拉德內沃市，是保加利亞的城鎮，位於該國中南部，由舊扎戈拉州負責管轄，首府設於拉德內沃，面積545.15平方公里，2011年人口20,079，人口密度每平方公里36.83人。
42°18′00″N 25°55′59″E / 42.3°N 25.933°E